# Пласька
Пласька (пол. Płaska) — село в Польщі, у гміні Пласька Августівського повіту Підляського воєводства.
Населення — 441 особа (2011).
У 1975-1998 роках село належало до Сувальського воєводства.

## Демографія
Демографічна структура станом на 31 березня 2011 року:
|          | Загалом | Допрацездатний вік | Працездатний вік | Постпрацездатний вік |
| -------- | ------- | ------------------ | ---------------- | -------------------- |
| Чоловіки | 220     | 40                 | 158              | 22                   |
| Жінки    | 221     | 40                 | 140              | 41                   |
| Разом    | 441     | 80                 | 298              | 63                   |